# Canton de Lunéville-Nord
Le canton de Lunéville-Nord est une ancienne division administrative française qui était située dans le département de Meurthe-et-Moselle et la région Lorraine.

## Histoire
C'est un ancien canton du département de la Meurthe. Resté français  conformément au traité de Francfort de 1871, il a été intégré au nouveau département de Meurthe-et-Moselle.

## Administration

### Conseillers généraux de 1833 à 2015
| Période      | Période          | Identité                             | Étiquette               | Qualité |
| ------------ | ---------------- | ------------------------------------ | ----------------------- | --- |
| 1833         | 1861             | Joseph Dominique Guérard (1791-1868) |                         | Propriétaire, notaire, maire de Lunéville (1840-1848)                                                         |
| 1861         | 1871             | Pierre Jeannequin                    |                         | Procureur impérial, propriétaire à Lunéville                                                                  |
| 1871         | 1880             | Joseph Cosson                        | Centre gauche           | Trésorier-payeur général de la Vendée Avocat - Député (1876-1877)                                             |
| 1880         | 1905 (décès)     | Ernest Bichat                        | Républicain             | Doyen de la Faculté des Sciences de Nancy                                                                     |
| Octobre 1905 | 1917 (décès)     | Ferdinand de Langenhagen             | Rad.                    | Manufacturier à Lunéville Sénateur (1912-1917) Conseiller municipal de Lunéville (1904-1908)                  |
| 1917         | 1919             | Siège vacant                         |                         | |
| 1919         | 1937 (décès)     | René Hanriot                         | RG puis Rad.ind.        | Médecin Maire d'Einville-au-Jard, conseiller d'arrondissement                                                 |
| 1937         | 1940             | Émile Milot                          | Rad.                    | Directeur de salines Maire d'Einville-au-Jard Nommé conseiller départemental en 1943                          |
|              |                  |                                      |                         | |
| 1945         | 1949             | Maurice Mancel                       | PRL                     | Industriel |
| 1949         | 1979             | Jean Bichat                          | MRP puis RI puis UDF-PR | Médecin Suppléant du député Pierre Dalainzy (1958-1967) Député (1967-1978) Maire de Lunéville (1965-1971)     |
| 1979         | 1988 (démission) | René Haby                            | UDF                     | Professeur d'histoire et géographie Ministre (1974-1978) Député (1978-1988) Vice-Président du Conseil Général |
| 1988         | 1996 (décès)     | André Morel                          | UDF-PR                  | Vétérinaire Maire-adjoint de Lunéville                                                                        |
| 1996         | 2004             | Alain Verdenal                       | DVD                     | Technicien Maire d'Einville-au-Jard                                                                           |
| 2004         | 2011             | Philippe Fleurentin                  | PS puis DVG             | Docteur-ingénieur, cadre bancaire, Lunéville                                                                  |
| 2011         | 2015             | Grégory Grandjean                    | PS                      | Gestionnaire de collège, Lunéville                                                                            |

### Conseillers d'arrondissement (de 1833 à 1940)
Le canton de Lunéville Nord avait deux conseillers d'arrondissement.
| Période                                  | Période              | Identité                                      | Étiquette   | Qualité |
| ---------------------------------------- | -------------------- | --------------------------------------------- | ----------- | --- |
| 1833                                     | 1833 (démission)     | M. Jeannequin                                 |             | Ancien conseiller général                                                                                   |
| 1833                                     | 1838 (décès)         | François Léopold Liot (1775-1838)             |             | Manufacturier à Lunéville                                                                                   |
| 1833                                     | 1848                 | Joseph Louis Gabriel Noël (1770-1850)         |             | Propriétaire, ancien lieutenant de dragons, maire de Sommerviller                                           |
| 1839                                     | 1845                 | M. Gérardin                                   |             | Procureur du Roi à Lunéville                                                                                |
| 1845                                     | 1848                 | Sébastien François Auguste Keller (1796-1868) |             | Manufacturier à la faïencerie, propriétaire à Lunéville                                                     |
|                                          |                      |                                               |             | |
| 1889                                     | 1907                 | Victor Gauçon                                 |             | Propriétaire, maire de Maixe, Président du Conseil d'arrondissement                                         |
| 1907                                     | 1911 (décès)         | Charles-Joseph Othelin                        | Républicain | Ancien agriculteur, maire d'Einville-au-Jard                                                                |
| 1911                                     | 1919                 | René Hanriot                                  | RG          | Médecin, maire d'Einville-au-Jard                                                                           |
| 1919                                     | 9 avril 1926 (décès) | Charles-Gabriel Ferry (1860-1926)             | RG          | Industriel, maire de Lunéville (1919-1925)                                                                  |
| 1926                                     | 1940                 | Charles Boulanger (1892-1944)                 | URD         | Maire de Deuxville Victime civile de la guerre                                                              |
| 1940                                     |                      |                                               |             | Les conseils d'arrondissement ont été suspendus par la loi du 12 octobre 1940 et n'ont jamais été réactivés |
| Les données manquantes sont à compléter. |                      |                                               |             | |

## Composition
Le canton de Lunéville-Nord se compose d’une fraction de la commune de Lunéville et de dix-huit autres communes. Il compte 13 297 habitants (population municipale) au 1er janvier 2012.
| Nom                   | Code Insee | Intercommunalité                         | Population (dernière pop. légale)              |
| --------------------- | ---------- | ---------------------------------------- | ---------------------------------------------- |
| Lunéville (chef-lieu) | 54329      | CC du Territoire de Lunéville à Baccarat | Fraction : 6 481(2012) Commune : 19 325 (2014) |
| Anthelupt             | 54020      | CC du Pays du Sânon                      | 450 (2014)                                     |
| Bauzemont             | 54053      | CC du Pays du Sânon                      | 147 (2014)                                     |
| Bienville-la-Petite   | 54074      | CC du Pays du Sânon                      | 31 (2014)                                      |
| Bonviller             | 54083      | CC du Pays du Sânon                      | 188 (2014)                                     |
| Courbesseaux          | 54139      | CC du Pays du Sânon                      | 313 (2014)                                     |
| Crévic                | 54145      | CC des Pays du Sel et du Vermois         | 896 (2014)                                     |
| Deuxville             | 54155      | CC du Pays du Sânon                      | 428 (2014)                                     |
| Drouville             | 54173      | CC du Pays du Sânon                      | 199 (2014)                                     |
| Einville-au-Jard      | 54176      | CC du Pays du Sânon                      | 1 221 (2014)                                   |
| Flainval              | 54195      | CC du Pays du Sânon                      | 198 (2014)                                     |
| Hoéville              | 54262      | CC du Pays du Sânon                      | 195 (2014)                                     |
| Hudiviller            | 54269      | CC des Pays du Sel et du Vermois         | 333 (2014)                                     |
| Maixe                 | 54335      | CC du Pays du Sânon                      | 411 (2014)                                     |
| Raville-sur-Sânon     | 54445      | CC du Pays du Sânon                      | 104 (2014)                                     |
| Serres                | 54502      | CC du Pays du Sânon                      | 238 (2014)                                     |
| Sommerviller          | 54509      | CC des Pays du Sel et du Vermois         | 957 (2014)                                     |
| Valhey                | 54541      | CC du Pays du Sânon                      | 181 (2014)                                     |
| Vitrimont             | 54588      | CC du Territoire de Lunéville à Baccarat | 404 (2014)                                     |

## Démographie
| 1962 | 1968 | 1975 | 1982 | 1990 | 1999 | 2009   |
| ---- | ---- | ---- | ---- | ---- | ---- | ------ |
| -    | -    | -    | -    | -    | -    | 13 188 |